# 瓦氏若無齒脂鯉
瓦氏若無齒脂鯉，為輻鰭魚綱脂鯉目脂鯉亞目上口脂鯉科的其中一個種，分布於南美洲巴西Paranaiba河流域，體長可達4.2公分，棲息在底中層水域，生活習性不明。